# Địa lý Bắc Triều Tiên

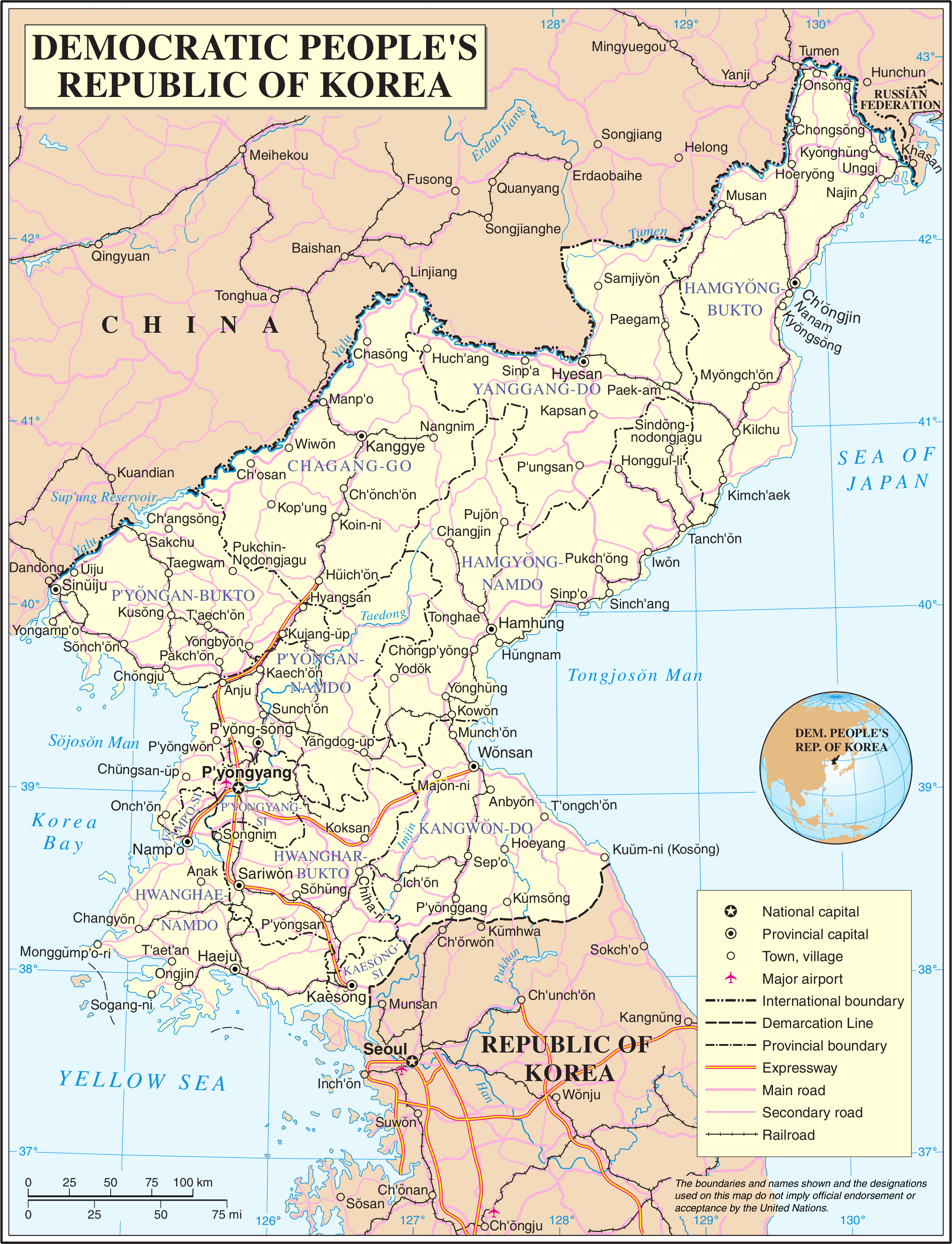
Bản đồ CHDCND Triều Tiên

Cộng hòa Dân chủ Nhân dân Triều Tiên (còn gọi là Triều Tiên hoặc Bắc Triều Tiên) nằm ở Đông Á, ở nửa phía bắc của bán đảo Triều Tiên.
Triều Tiên có chung đường biên giới với; Trung Quốc dọc theo sông Áp Lục, Nga dọc theo sông Đồ Môn, và Hàn Quốc dọc theo Khu phi quân sự liên Triều (K-DMZ). Biển Hoàng Hải và vịnh Triều Tiên bao phủ bờ biển phía tây, biển Nhật Bản bao phủ bờ biển phía đông.
Triều Tiên chủ yếu là đồi núi bị chia tách bởi các thung lũng hẹp và sâu. Các đồng bằng ven biển rộng ở phía tây và bị chia nhỏ ở phía đông

## Địa hình và sông ngòi

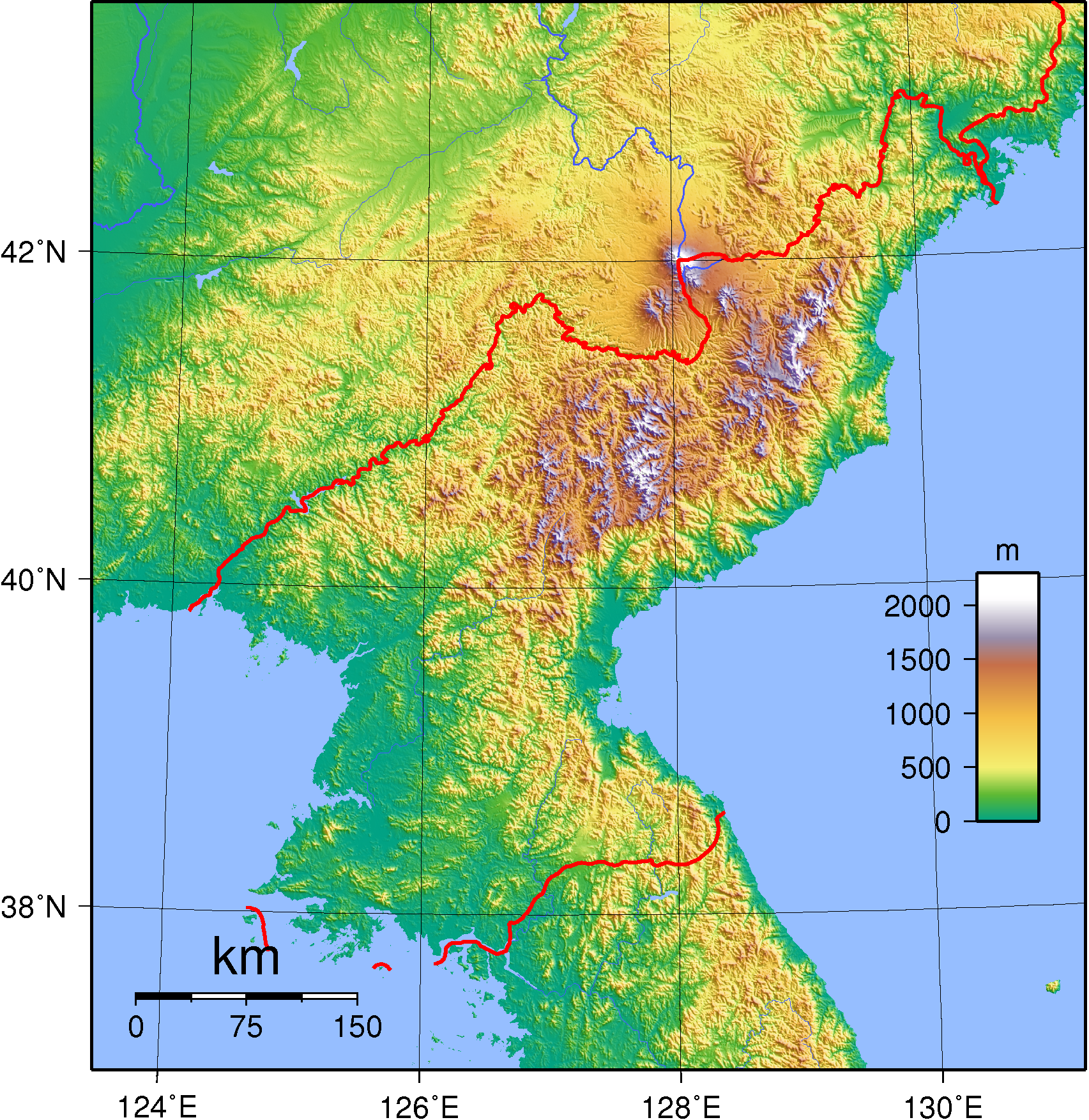
North Korea's topography.

Địa hình chủ yếu là các đồi núi bị chia tách bởi các thung lũng hẹp và sâu. Các đồng bằng ven biển rộng ở phía tây và bị chia nhỏ ở phía đông.
Những vị khách châu Âu đầu tiên đến đây đã nhận xét rằng đất nước này giống như "mặt biển trong trận gió mạnh" vì nhiều dãy núi lan tỏa khắp bán đảo. Khoảng 80% lãnh thổ Triều Tiên được bao phủ bởi núi và các cao nguyên, với tất cả các ngọn núi cao trên 2000m của bán đảo Triều Tiên đều nằm ở Triều Tiên. Phần lớn dân số Triều Tiên sống ở đồng bằng hoặc các vùng đất thấp hơn.
Núi Paektu (Trường Bạch), là ngọn núi cao nhất Triều Tiên với độ cao 2,744 m (9,003 ft), là một ngọn núi lửa gần Mãn Châu với các cao nguyên Bazan nằm ở độ cao từ 1.400 mét (4.600 ft) đến 2.000 mét (6.600 ft) trên mực nước biển. Dãy núi Hamgyong, ở phía đông bắc của bán đảo, có nhiều đỉnh núi cao, bao gồm Kwanmobong với độ cao 2.541 mét (8.337 ft).
Các dãy núi lớn khác bao gồm núi Rangrim ở trung tâm Triều Tiên chạy theo hướng Bắc - Nam, khiến giao thông liên lạc giữa hai miền Đông - Tây gặp nhiều khó khăn, và dãy núi Kangnam, chạy dọc theo biên giới Trung - Triều. Geumgangsan, thường được viết là núi Kumgang, núi Kim Cương, (cao khoảng 1.638 mét (5.374 ft)) trên dãy Taebaek, mở rộng sang Hàn Quốc nổi tiếng với phong cảnh đẹp
Phần lớn các đồng bằng là nhỏ. Lớn nhất là các đồng bằng Pyongyang và Chaeryŏng, mỗi vùng khoảng 500 km². Bởi vì các ngọn núi ăn sâu ra biển, các đồng bằng phía tây còn nhỏ hơn phía Tây.
Các dãy núi ở phía bắc và phía đông của Triều Tiên là đầu nguồn cho hầu hết các con sông, chảy về hướng Tây và đổ vào biển Hoàng Hải và vịnh Triều Tiên. 
Sông dài nhất là sông Áp Lục, dài khoảng 790 kilômét (490 mi). Sông Đồ Môn, một trong số ít những con sông chính chảy về biển Nhật Bản ở phía Đông của Bắc Triều Tiên, dài khoảng 521 kilômét (324 mi).
Sông dài thứ 3, sông Đại Đồng chảy ngang qua thủ đô Pyongyang. Hồ có xu hướng thu nhỏ lại do bị đóng băng và thiếu ổn định của vỏ trái đất trong khu vực. Không giống như nước láng giềng Nhật Bản hay miền bắc Trung Quốc, Triều Tiên trải qua vài trận động đất nghiêm trọng. Đất nước này có một số spa tự nhiên và suối nước nóng, trong đó số 124 theo một nguồn tin của Triều Tiên.

## Khí hậu

Bản đồ CHDCND Triều Tiên theo Phân loại khí hậu Köppen.

Triều Tiên có một sự kết hợp của một khí hậu lục địa và khí hậu đại dương, với bốn mùa rõ rệt. Phần lớn CHDCND Triều Tiên được phân loại như là một khí hậu lục địa ẩm trong hệ thống phân loại khí hậu Koppen, với mùa hè ấm áp và mùa đông khô lạnh. Vào mùa hè, có một mùa mưa ngắn gọi là changma.
Mùa đông dài mang đến thời tiết lạnh và rõ ràng xen kẽ với bão tuyết là kết quả của những cơn gió bắc và tây bắc thổi từ Siberia. Nhiệt độ cao và thấp trung bình hàng ngày ở Bình Nhưỡng trong tháng 1 là −3 và −13 °C (27 và 9 °F). Tính trung bình, tuyết rơi 37 ngày trong suốt mùa đông. Mùa đông có thể đặc biệt khắc nghiệt ở các khu vực phía bắc, và vùng núi cao.
Mùa hè có xu hướng ngắn, nóng, ẩm, mưa do gió mùa Nam và Đông Nam mang lại không khí ẩm từ Thái Bình Dương. Mùa xuân và mùa thu là mùa chuyển tiếp đánh dấu bằng nhiệt độ nhẹ và gió biến và mang lại thời tiết dễ chịu nhất. Nhiệt độ cao và thấp trung bình hàng ngày cho Bình Nhưỡng trong tháng tám là 29 và 20 °C (84 và 68 °F).
Tính trung bình, khoảng 60% lượng mưa xảy ra từ tháng 6 - tháng 9. thiên tai bao gồm hạn hán cuối xuân thường được theo sau bởi lũ lụt nghiêm trọng. Bão ảnh hưởng đến bán đảo ít nhất một lần mỗi mùa hè hoặc đầu mùa thu. Hạn hán xảy ra vào tháng 6 năm 2015, theo Thông tấn xã Trung ương Triều Tiên, là tồi tệ nhất trong 100 năm gần đây.

## Môi trường

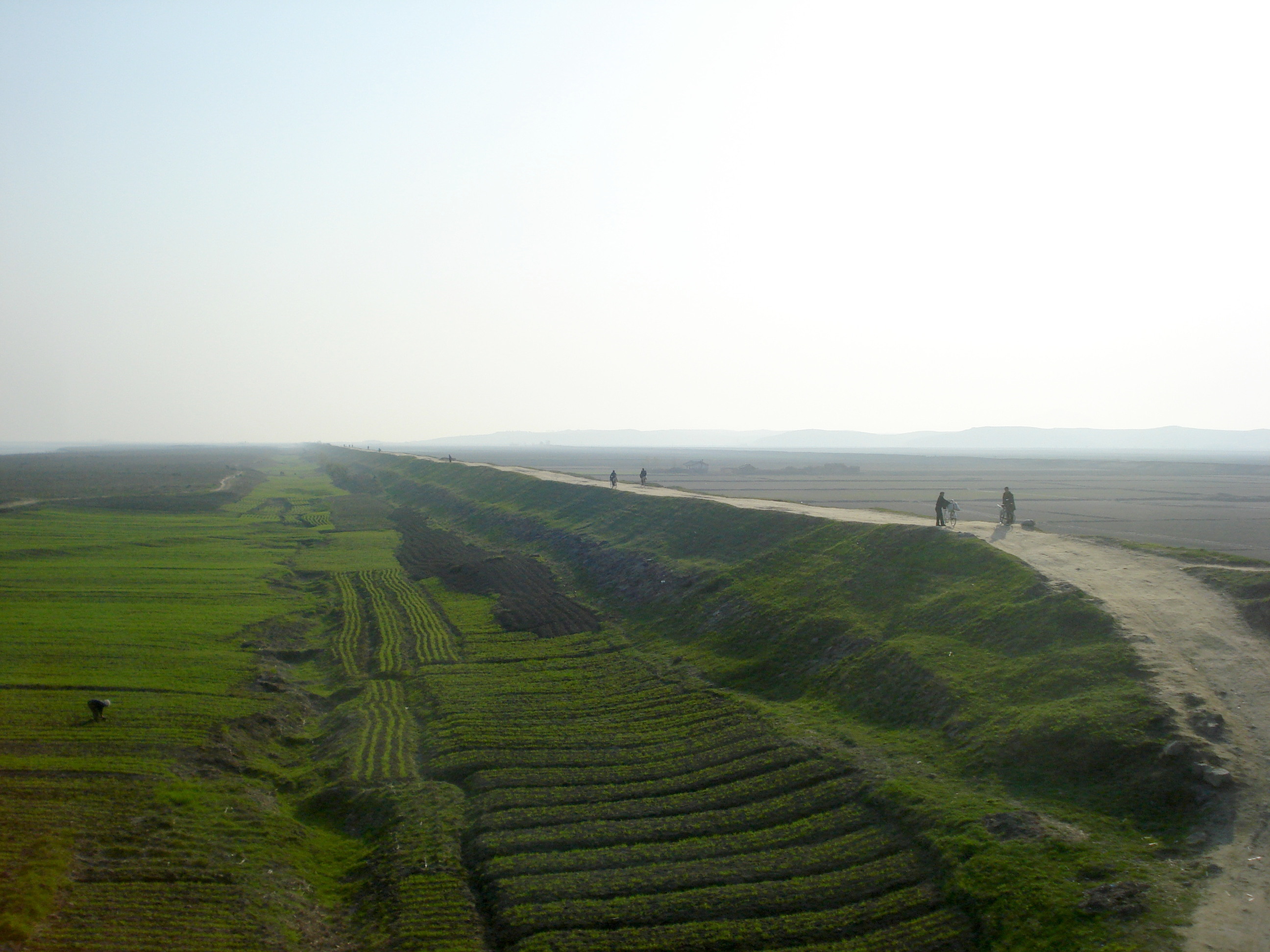
Một cảnh quan nông nghiệp của CHDCND Triều Tiên

Môi trường của Triều Tiên là đa dạng, bao gồm núi, rừng, đất nông nghiệp, nước ngọt, và các hệ sinh thái biển.
Trong những năm gần đây, môi trường đã được báo cáo là ở trong tình trạng "khủng hoảng", "thảm họa", hoặc "sụp đổ".
Trồng trọt, khai thác gỗ, và các thảm họa tự nhiên đều gây áp lực lên rừng của Triều Tiên. Trong cuộc khủng hoảng kinh tế của những năm 1990, phá rừng tăng mạnh, khi mọi người vào rừng để lấy củi và thực phẩm. Điều này sẽ dẫn đến xói mòn đất, suy thoái đất, và tăng nguy cơ lũ lụt. Đáp lại, chính phủ đã thúc đẩy một chương trình trồng cây. Dựa trên hình ảnh vệ tinh, người ta ước tính rằng 40 phần trăm diện tích rừng đã bị mất kể từ năm 1985.

## Biên giới, bờ biển, hải đảo

Hình ảnh vệ tinh của Bán đảo Triều Tiên

Triều Tiên có diện tích 120.538 km², trong đó 120.408 km² là đất và 130 km² là mặt nước. Nó có 1.671,5 kilômét (1.038,6 mi) đường biên giới, 1.416 kilômét (880 mi) với Trung Quốc, 238 kilômét (148 mi) với Hàn Quốc, và 17,5 kilômét (10,9 mi) với Nga.
Bán đảo Triều Tiên kéo dài khoảng 1.000 kilomet (620 dặm) về phía nam tiếp giáp với vùng đất rộng lớn ở phía Đông bắc Châu Á. Đường bờ biển dài 8.460 kilômét (5.260 mi) của Triều Tiên rất bất thường, và Triều Tiên kiểm soát 2.495 kilômét (1.550 mi) khoảng 1/3. Có 3579 đảo tiếp giáp với Bán đảo Triều Tiên, chủ yếu nằm dọc bờ biển phía nam và tây.

### Tuyên bố hàng hải
Chính phủ Cộng hòa Dân chủ Nhân dân Triều Tiên tuyên bố lãnh hải mở rộng 12 hải lý (22,2 km; 13,8 mi) từ bờ biển. Họ cũng tuyên bố vùng đặc quyền kinh tế 200 hải lý (370,4 km; 230,2 dặm) từ bờ biển. Ngoài ra, một ranh giới quân sự hàng hải rộng 50 hải lý (92,6 km; 57,5 mi) ngoài khơi tại vùng biển Nhật Bản (Biển Đông của Triều Tiên) và 200 hải lý (370,4 km; 230,2 mi) ngoài khơi trong vùng biển Hoàng Hải nơi mà tàu bè và máy bay nước ngoài không được phép xâm phạm.
Vùng biển của Hoàng Hải được phân định giữa Triều Tiên và Hàn Quốc được giới hạn bởi Đường giới hạn phía Bắc được vẻ bởi Bộ Tư lệnh Liên Hợp Quốc vào đầu tập kỷ 1950 và không được Triều Tiên công nhận. Tranh chấp giữa tàu hải quân của Triều Tiên và Hàn Quốc đã xảy ra ở khu vực này. Tổng cộng có 5 tranh chấp là đáng chú ý đã được thông báo trong các bản tin (ba vào năm 2009 và hai năm 2010).

## Đất đai và tài nguyên
Tài nguyên thiên nhiên bao gồm than đá, dầu mỏ, chì, tungsten, kẽm, than chì, Magnesit, quặng sắt, đồng, vàng, Pyrit, muối, Fluorit và thủy điện.

### Đất đai
| đất canh tác       | 19.5% |
| cây trồng lâu năm: | 1.9%  |
| đồng cỏ lâu năm    | 0.4%  |
| rừng               | 46.0% |
| khác:              | 32.2% |
| [ 12 ]             |       |

### Đất được tưới tiêu
- 14,600 km² (2003)

### Tổng nguồn nước tái tạo
- 77.15 km³ (2011)